# 白崎浩之
白崎 浩之（しらさき ひろゆき、1990年8月20日 - ）は、北海道岩見沢市出身の元プロ野球選手（内野手）。右投右打。現在は埼玉西武ライオンズのアカデミーコーチ。

## 経歴

### プロ入り前
小学校1年生から岩見沢市立第一小学校、岩見沢第一アトムズにて野球を始め、岩見沢市立緑中学校では岩見沢シニアに所属。投手兼遊撃手として2年夏にジャイアンツカップに出場し、3年には全国大会ベスト16に貢献。
高校は道内の強豪校に進まず、「甲子園ではなくプロが目標。北海道から出た方がスカウトの目に留まる機会が多いから」という理由で、埼玉栄高等学校に進学。1年から三塁手のレギュラーに定着したが、埼玉大会ベスト8が最高で、全国選手権出場はなし。高校時代の2学年先輩に木村文紀がいる。
駒澤大学では2年春から三塁手のレギュラーに定着し、秋には1部に昇格。4年には遊撃手にコンバートされ、春にはリーグ最多の17安打、打率.395と活躍し、首位打者とベストナインを受賞。1部リーグ通算成績は45試合出場、打率.287、48安打、2本塁打、20打点。なお、当時の駒大のエース白崎勇気（駒大岩見沢出身、JR東日本）とは従兄弟にあたる。戸柱恭孝は同期、今永昇太は3学年後輩。
2012年のNPBドラフト会議で、大学の先輩・中畑清監督率いる横浜DeNAベイスターズから1巡目指名を受け、契約金1億円、年俸1500万円（金額は推定）という条件で入団。入団当初の背番号は29。この年のドラフト会議では、白崎以外にも、北海道出身者が3巡目以内の順位で4人指名された。道内出身者が同じ年のドラフト会議で5人指名された事例は、史上初めてであった。

### DeNA時代

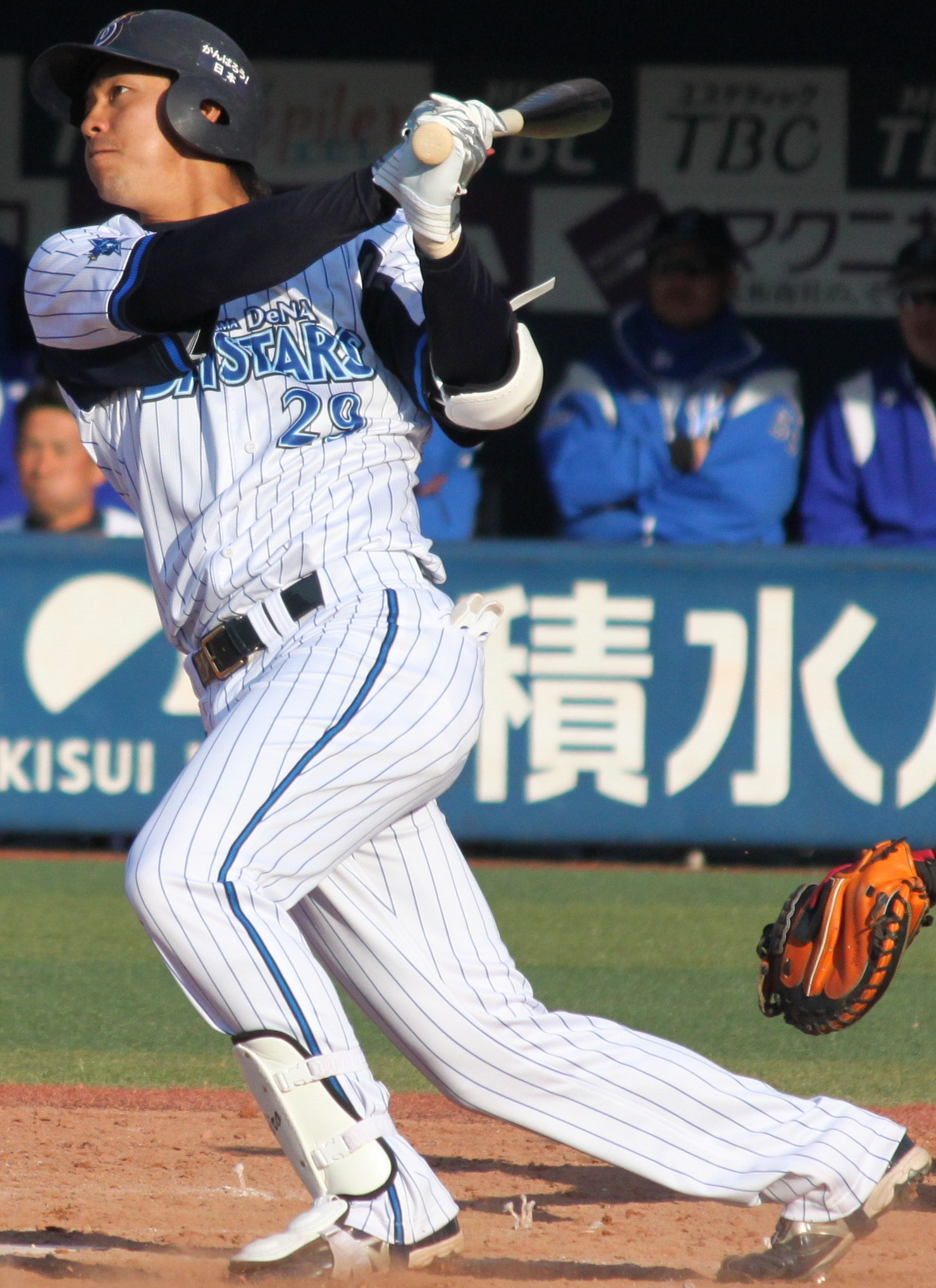
DeNA時代（2014年3月8日）

2013年には、開幕を二軍で迎えた。5月1日に初めての一軍昇格を果たすと、同日の東京ヤクルトスワローズ戦（横浜スタジアム）9回表から遊撃手として一軍初出場。その裏の打席では、一軍初安打を放った。石川雄洋の不調などを背景に、5月15日の東北楽天ゴールデンイーグルス戦（横浜）では、「7番・遊撃手」として初めて先発起用。しかし、以降は二度にわたって、二軍への降格を経験した。8月17日に一軍へ昇格してからは、シーズン終了まで一軍に定着。シーズン後半の公式戦では、山崎憲晴や梶谷隆幸で遊撃手のレギュラーを争うようになった影響で、三塁手に起用される機会も多かった。
2014年には、開幕一軍を果たすと、公式戦では山崎と交互に遊撃手として先発出場した。横浜スタジアムで一・二軍の公式戦（親子ゲーム）が組まれた5月29日には、二軍のデーゲーム（イースタン・リーグ公式戦の楽天戦）で5打数1安打を記録した後に、一軍のナイトゲーム・福岡ソフトバンクホークス戦にも同点の延長10回裏に代走として出場。この試合は10回に決着が付かなかったため、11回表に遊撃の守備へ就くと、その裏の二死一・二塁で迎えた打席で岡島秀樹からプロ入り後初めてのサヨナラ安打を放った。さらに、ヤクルトとのシーズン最終戦では、小川泰弘から一軍公式戦での初本塁打を放った。
2015年には、一軍公式戦で自己最多の6本塁打、チーム最多の22犠打を記録した。10月に脱臼癖のあった左肩の手術を受けた。12月9日に背番号を6へ変更されることが発表された。
2016年は、広島東洋カープとの開幕戦（MAZDA Zoom-Zoomスタジアム広島）に「1番・三塁手」として先発出場したが、以降の一軍公式戦では打率が1割台を記録するほど打撃が低迷。4月18日に出場選手登録を抹消された。5月4日の再登録後は、6番打者や7番打者として一軍公式戦への先発出場を重ねながら、打率を2割台に乗せた。一時は正三塁手の座をエリアン・エレラ、山下幸輝、宮﨑敏郎などと争ったが、宮﨑が正三塁手に定着した6月以降は、代打・代走・守備要員として起用される試合が増加。一軍公式戦全体では、92試合の出場（44試合の先発起用）で、前年に並ぶ6本塁打を放ちながら打率.207に終わった。代打としては23試合に起用され、打率.381を記録している。
2017年には、レギュラーシーズンで振るわず、一軍公式戦への出場が自己最少の39試合にまで減少。本塁打を1本も放てず、プロ入り後初めて2割を切る打率（.185）でシーズンを終えた。しかし、チームのレギュラーシーズン3位で臨んだポストシーズン中も一軍に帯同。ソフトバンクとの日本シリーズでは、11月4日の第6戦（福岡ヤフオク!ドーム）に「7番・指名打者」としてシリーズ初の先発出場を果たすと、5回表の第2打席でこの年の一軍公式戦唯一の本塁打を同点のソロ本塁打で記録した。
2018年には、公式戦の開幕から二軍でプレー。イースタン・リーグの公式戦では、7月上旬までに53試合へ出場したが、打率.269、2本塁打という成績にとどまった。

### オリックス時代
2018年7月9日に伊藤光・赤間謙との交換トレードで髙城俊人と共にオリックス・バファローズへ移籍することが発表された。背番号は2。
7月16日にシーズンおよび移籍後初の一軍公式戦出場を果たすと、以降の試合で三塁手としての先発出場が増えた。8月12日の対千葉ロッテマリーンズ戦（京セラドーム大阪）では、2回裏一死一塁で迎えた打席で、レギュラーシーズンの一軍公式戦としては自身2年ぶりの本塁打を種市篤暉から放っている。DeNA時代に（ポストシーズンを含む）一軍公式戦で通算14本塁打を記録した白崎にとって、塁上に走者がいる局面での本塁打は、NPBの一軍公式戦で初めてであった。9月6日に発生した北海道胆振東部地震では、家族が全員無事だったものの、岩見沢市内の実家が、停電や断水に見舞われた。地震発生後の北海道内で初めてのNPB一軍公式戦として開催された9月15日の対北海道日本ハムファイターズ戦（札幌ドーム）に「6番・三塁手」として先発出場すると、適時打を含む2安打2打点と活躍した。
2020年は、開幕を二軍で迎える。7月22日に一軍登録されるもアデルリン・ロドリゲスの守備固めで3試合出場したのみで7月28日に登録抹消となった。11月4日、戦力外通告を受け、12月2日付で自由契約公示された。12月7日の12球団合同トライアウトを受験し、4打席で三振2、内野フライ2という内容だった。

### KAL・大分時代
2021年1月13日、同年春に開幕予定のプロ野球独立リーグ・九州アジアリーグの大分B-リングスに選手兼任コーチとして入団することが球団の開いた記者会見（白崎も出席）で発表された。7月3日と4日の試合では、投手として登板し、3日は2/3回を無失点に抑えているが、4日は1回を3失点（自責2）で敗戦投手になっている。2022年も投手として1試合に登板している。2021年、2022年ともに打率2割台前半にとどまり、ほとんど守備に就く機会がなく、概ね指名打者として起用されていた。2022年9月26日に自身のInstagramにて、現役を引退することを発表した。KAL公式戦最終打席は2020年の合同トライアウトを受験した際に新庄剛志からもらったバットで適時打を打ち、「野球が好きなまま終われるの良かった」「ありがとう野球」と綴っている。シーズン終了後の10月21日にコーチとしても退任することが発表された。

### 現役引退後
2022年12月21日に埼玉西武ライオンズのアカデミーコーチに就任することが発表された。

## 選手としての特徴・人物
50メートル5秒9の俊足と、遠投110メートルの強肩が特徴の内野手。打撃ではパンチ力が魅力である一方で、ソロ本塁打が極端に多いことから「ミスターソロ」「ミスターソロホームラン」の異名を持っていた（NPBで記録した16本の本塁打のうち15本がソロ）。
DeNA時代の2017年に、高校時代の同級生と結婚。

## 詳細情報

### 年度別打撃成績
| 年 度     | 球 団      | 試 合 | 打 席 | 打 数 | 得 点 | 安 打 | 二 塁 打 | 三 塁 打 | 本 塁 打 | 塁 打 | 打 点 | 盗 塁 | 盗 塁 死 | 犠 打 | 犠 飛 | 四 球 | 敬 遠 | 死 球 | 三 振 | 併 殺 打 | 打 率 | 出 塁 率 | 長 打 率 | O P S |
| --------- | ---------- | ----- | ----- | ----- | ----- | ----- | -------- | -------- | -------- | ----- | ----- | ----- | -------- | ----- | ----- | ----- | ----- | ----- | ----- | -------- | ----- | -------- | -------- | ----- |
| 2013      | DeNA       | 47    | 60    | 52    | 16    | 11    | 1        | 0        | 0        | 12    | 1     | 0     | 1        | 4     | 0     | 4     | 0     | 0     | 11    | 2        | .212  | .268     | .231     | .499  |
| 2014      | DeNA       | 101   | 240   | 209   | 24    | 49    | 8        | 1        | 1        | 62    | 11    | 4     | 2        | 15    | 0     | 16    | 0     | 0     | 50    | 4        | .234  | .289     | .297     | .586  |
| 2015      | DeNA       | 81    | 238   | 204   | 25    | 46    | 9        | 1        | 6        | 75    | 9     | 2     | 4        | 22    | 0     | 11    | 0     | 1     | 45    | 1        | .225  | .269     | .368     | .636  |
| 2016      | DeNA       | 92    | 214   | 203   | 20    | 42    | 11       | 0        | 6        | 71    | 12    | 0     | 1        | 2     | 0     | 6     | 0     | 3     | 32    | 8        | .207  | .241     | .350     | .590  |
| 2017      | DeNA       | 34    | 55    | 54    | 5     | 10    | 3        | 0        | 0        | 13    | 4     | 0     | 0        | 0     | 0     | 1     | 0     | 0     | 19    | 0        | .185  | .200     | .241     | .441  |
| 2018      | オリックス | 30    | 73    | 67    | 4     | 16    | 5        | 0        | 1        | 24    | 9     | 0     | 0        | 0     | 1     | 3     | 0     | 2     | 20    | 1        | .239  | .288     | .358     | .646  |
| 2019      | オリックス | 25    | 54    | 49    | 6     | 10    | 0        | 0        | 2        | 16    | 6     | 0     | 0        | 0     | 0     | 5     | 0     | 0     | 14    | 1        | .204  | .278     | .327     | .604  |
| 2020      | オリックス | 3     | 0     | 0     | 1     | 0     | 0        | 0        | 0        | 0     | 0     | 0     | 0        | 0     | 0     | 0     | 0     | 0     | 0     | 0        | ----  | ----     | ----     | ----  |
| 通算：8年 | 通算：8年  | 413   | 934   | 838   | 101   | 184   | 37       | 2        | 16       | 273   | 52    | 6     | 8        | 43    | 1     | 46    | 0     | 6     | 191   | 17       | .220  | .265     | .326     | .591  |

- 2020年度シーズン終了時
- 2020年度シーズンは新型コロナウイルスの影響で120試合制

### 年度別守備成績
| 年 度 | 球 団      | 一塁  | 一塁  | 一塁  | 一塁  | 一塁  | 一塁     | 二塁  | 二塁  | 二塁  | 二塁  | 二塁  | 二塁     | 三塁  | 三塁  | 三塁  | 三塁  | 三塁  | 三塁     | 遊撃  | 遊撃  | 遊撃  | 遊撃  | 遊撃  | 遊撃     |
| 年 度 | 球 団      | 試 合 | 刺 殺 | 補 殺 | 失 策 | 併 殺 | 守 備 率 | 試 合 | 刺 殺 | 補 殺 | 失 策 | 併 殺 | 守 備 率 | 試 合 | 刺 殺 | 補 殺 | 失 策 | 併 殺 | 守 備 率 | 試 合 | 刺 殺 | 補 殺 | 失 策 | 併 殺 | 守 備 率 |
| ----- | ---------- | ----- | ----- | ----- | ----- | ----- | -------- | ----- | ----- | ----- | ----- | ----- | -------- | ----- | ----- | ----- | ----- | ----- | -------- | ----- | ----- | ----- | ----- | ----- | -------- |
| 2013  | DeNA       | -     | -     | -     | -     | -     | -        | -     | -     | -     | -     | -     | -        | 25    | 10    | 13    | 0     | 3     | 1.000    | 9     | 7     | 14    | 0     | 2     | 1.000    |
| 2014  | DeNA       | -     | -     | -     | -     | -     | -        | -     | -     | -     | -     | -     | -        | 33    | 9     | 14    | 1     | 0     | .958     | 66    | 82    | 163   | 10    | 37    | .961     |
| 2015  | DeNA       | -     | -     | -     | -     | -     | -        | -     | -     | -     | -     | -     | -        | 28    | 2     | 19    | 1     | 0     | .955     | 58    | 66    | 145   | 5     | 16    | .977     |
| 2016  | DeNA       | 5     | 16    | 3     | 0     | 2     | 1.000    | -     | -     | -     | -     | -     | -        | 78    | 40    | 91    | 5     | 6     | .963     | 1     | 0     | 1     | 0     | 0     | 1.000    |
| 2017  | DeNA       | 1     | 3     | 1     | 0     | 0     | 1.000    | 1     | 0     | 0     | 0     | 0     | ----     | 21    | 4     | 18    | 1     | 0     | .957     | -     | -     | -     | -     | -     | -        |
| 2018  | オリックス | 5     | 13    | 1     | 1     | 0     | .933     | -     | -     | -     | -     | -     | -        | 23    | 16    | 29    | 3     | 3     | .938     | -     | -     | -     | -     | -     | -        |
| 2019  | オリックス | 9     | 51    | 5     | 1     | 3     | .982     | 2     | 7     | 7     | 1     | 5     | .933     | 13    | 2     | 8     | 2     | 1     | .833     | -     | -     | -     | -     | -     | -        |
| 2020  | オリックス | 3     | 6     | 0     | 0     | 0     | 1.000    | -     | -     | -     | -     | -     | -        | -     | -     | -     | -     | -     | -        | -     | -     | -     | -     | -     | -        |
| 通算  | 通算       | 23    | 89    | 10    | 2     | 5     | .980     | 3     | 7     | 7     | 1     | 5     | .933     | 221   | 83    | 192   | 13    | 13    | .955     | 134   | 155   | 323   | 15    | 55    | .970     |

- 2020年度シーズン終了時

### 記録
- 初出場：2013年5月1日、対東京ヤクルトスワローズ6回戦（横浜スタジアム）、9回表に石川雄洋に代わり遊撃手で出場
- 初打席・初安打：同上、9回裏に山本哲哉から三塁内野安打
- 初先発出場：2013年5月15日、対東北楽天ゴールデンイーグルス2回戦（横浜スタジアム）、「7番・遊撃手」で先発出場
- 初打点：2013年8月18日、対広島東洋カープ18回戦（横浜スタジアム）、2回裏に中﨑翔太から左中間適時二塁打
- 初盗塁：2014年4月19日、対広島東洋カープ5回戦（横浜スタジアム）、6回裏に二盗（投手：九里亜蓮、捕手：石原慶幸）
- 初本塁打：2014年10月7日、対東京ヤクルトスワローズ24回戦（明治神宮野球場）、4回表に小川泰弘から左越ソロ

### 独立リーグでの打撃成績
| 年 度     | 球 団     | 試 合 | 打 席 | 打 数 | 得 点 | 安 打 | 二 塁 打 | 三 塁 打 | 本 塁 打 | 塁 打 | 打 点 | 盗 塁 | 盗 塁 死 | 犠 打 | 犠 飛 | 四 球 | 敬 遠 | 死 球 | 三 振 | 併 殺 打 | 打 率 | 出 塁 率 | 長 打 率 | O P S |
| --------- | --------- | ----- | ----- | ----- | ----- | ----- | -------- | -------- | -------- | ----- | ----- | ----- | -------- | ----- | ----- | ----- | ----- | ----- | ----- | -------- | ----- | -------- | -------- | ----- |
| 2021      | 大分      | 24    | 90    | 75    | 11    | 18    | 2        | 0        | 2        | 26    | 7     | 0     | 0        | 0     | 0     | 12    | -     | 3     | 16    | 2        | .240  | .367     | .347     | .713  |
| 2022      | 大分      | 49    | 165   | 140   | 21    | 33    | 4        | 0        | 3        | 46    | 18    | 1     | 0        | 0     | 0     | 23    | -     | 2     | 22    | 2        | .236  | .352     | .329     | .681  |
| 通算：2年 | 通算：2年 | 73    | 255   | 215   | 32    | 51    | 6        | 0        | 5        | 72    | 25    | 1     | 0        | 0     | 0     | 35    | -     | 5     | 38    | 4        | .237  | .357     | .335     | .692  |

- 2022年度シーズン終了時

### 背番号
- 29（2013年[4] - 2015年）
- 6（2016年[7] - 2018年途中）
- 2（2018年途中[10] - 2020年）
- 8（2021年 - 2022年）